# Marjukka Virta
Marjukka Virta (née en 1983 à Karinainen en Finlande) est une joueuse finlandaise de ringuette évoluant au poste d'avant-attaquante. Elle joue actuellement pour le Lapinlahden Luistin -89 dans la Ligue d'élite professionnelle de Finlande. Elle est aussi membre de l'équipe nationale de ringuette de Finlande.
Marjukka Virta (maintenant à la retraite en tant que joueuse) a remporté sept médailles d'or au Championnat du monde de ringuette pour l'équipe de Finlande (Senior), dont six à titre de capitaine de l'équipe nationale. L'Association finlandaise de ringuette a décidé que le match numéro 4 de Virta serait gelé le 1er novembre à Turku. Virta est la première joueuse de ringuette finlandaise de l'histoire à avoir reçu cet honneur.

## Carrière
Marjukka Virta joue à la ringuette depuis l'âge de 8 ans et joue lors de sa carrière junior pour le club omnisports du TPS Turku. Elle atteint la médaille d'argent du championnat junior finlandais. Elle joue également au hockey sur glace mais en 2006 elle choisit de ne plus jouer qu'à la ringuette en raison de sentiment d'appartenance
Elle rejoint par la suite la ligue Élite professionnelle de Finlande et joue pour différents clubs comme Hyvinkää Marjukka, Espoo ou encore Lapinlahden Luistin avec qui elle gagne le championnat national à deux reprises.
Lors des championnats mondiaux de 2007, la finale se joue entre le Canada et la Finlande. Les deux équipes jouent les prolongations car, alors qu'il reste un peu plus d’une minute dans le temps réglementaire, Marjukka Virta marque le but qui crée l’égalité 4-4. C'est sa coéquipière Anne Pohjola qui marque le but victorieux lors de la prolongation et qui permet à la Finlande de gagner la médaille d'or,.
Aux championnats mondiaux de 2010, elle est nommée capitaine de l'équipe nationale de ringuette de Finlande et conduit une nouvelle fois son équipe au titre mondial.

## Statistiques

### En équipe nationale
| Année | Évènement                         |   | PJ | B  | A  | Pts | +/- | Pun           |  | Résultat |
| 2007  | Championnat du monde de ringuette | 4 | 10 | 10 | 20 | -   | 8   | Médaille d'or |  |          |
| 2010  | Championnat du monde de Ringuette | 5 | 7  | 11 | 18 | -   | 2   | Médaille d'or |  |          |

## Trophées et honneurs personnels

### Palmarès
- 2 titres de championnats de Finlande
- Médaille d'or  aux championnats mondiaux de 2007
- Médaille d'or  aux championnats mondiaux de 2010